# بقم أملجي
بقم أملجي (الاسم العلمي:Caesalpinia phyllanthoides) هو نوع من النباتات يتبع جنس البقم من الفصيلة البقولية.